# Gare de Dōjō-minamiguchi
La gare de Dōjō-Minamiguchi (道場南口駅, Dōjō-Minamiguchi-eki) est une gare ferroviaire située dans la ville de Kobe, dans la préfecture de Hyōgo au Japon. La gare est exploitée par la Kobe Electric Railway sur la ligne Sanda .

## Service des voyageurs

### Desserte
La gare de Dōjō-Minamiguchi est une gare disposant d'un quai et de deux voies.

| N° de voie | Ligne   | Direction              |
| ---------- | ------- | ---------------------- |
| 1          | ▆ Sanda | Sanda                  |
| 2          | ▆ Sanda | Shinkaichi/Arima-Onsen |
| 2          | ▆ Sanda | Sanda                  |

| Kobe Electric Railway |                       |                              |                       |                      |
| Direction Sanda       | ligne Shintetsu Sanda | ligne Shintetsu Sanda        | ligne Shintetsu Sanda | Direction Arimaguchi |
| Shintetsu Dōjō KB26   |                       | Spécial Rapid Service 特快速 |                       | Nirō KB24            |
| Shintetsu Dōjō KB26   |                       | Semi-Express 急行            |                       | Nirō KB24            |
| Shintetsu Dōjō KB26   |                       | Express 急行                 |                       | Nirō KB24            |
| Shintetsu Dōjō KB26   |                       | Local 普通                   |                       | Nirō KB24            |